# Götz George
Götz George  (ejtsd ɡœts geˈɔɐ̯gə), teljes születési nevén Götz Karl August George (Berlin, 1938. július 23. – Hamburg, 2016. június 19.) német színpadi és filmszínész, karakterszínész. AZ 1960-as években Karl May-filmekben vált ismertté, majd igényes drámai és vígjátéki szerepekben is sikert aratott. Egyik ismert szerepe a különc és önfejű Horst Schimanski duisburgi rendőr-főfelügyelő alakítása a Tetthely (Tatort)című német televíziós krimisorozatban és az ehhez kapcsolódó filmekben. Több szakmai díjat kapott. 2014-ben kitüntették a Német Szövetségi Köztársaság Nagy Érdemkeresztjével.

## Élete

### Származása, tanulmányai
Színészcsaládban született. Apja, Heinrich George (1893–1946)  a weimari köztársaság idejének jónevű színpadi és filmszínésze volt. Kezdetben elutasította a nemzetiszocializmust, később kompromisszumot kötött, és szerepeket vállalt a rendszer propagandafilmjeiben is. Egyik kedvenc alakítása Goethe hőse, Götz von Berlichingen volt, 1938-ban született második fiának ezt a keresztnevet adta. Anyja, Berta Drews (1901–1987) szintén színésznő volt. Az összeomlás után az apát, saját színész kollégájának feljelentése alapján a szovjet megszálló hatóság letartóztatta. 1946-ban a Sachsenhausen-Oranienburg koncentrációs tábor helyén működő szovjet fogolytáborban halt meg. Götzöt és bátyját, Jant az özvegy anya egyedül nevelte Berlinben. Götz a Berlin-Lichterfeldei általános iskolába, majd svájci Zuoz gimnáziumába járt. Bátyja később fotográfus, dokumentumfilmes lett.

### Színészi pályája

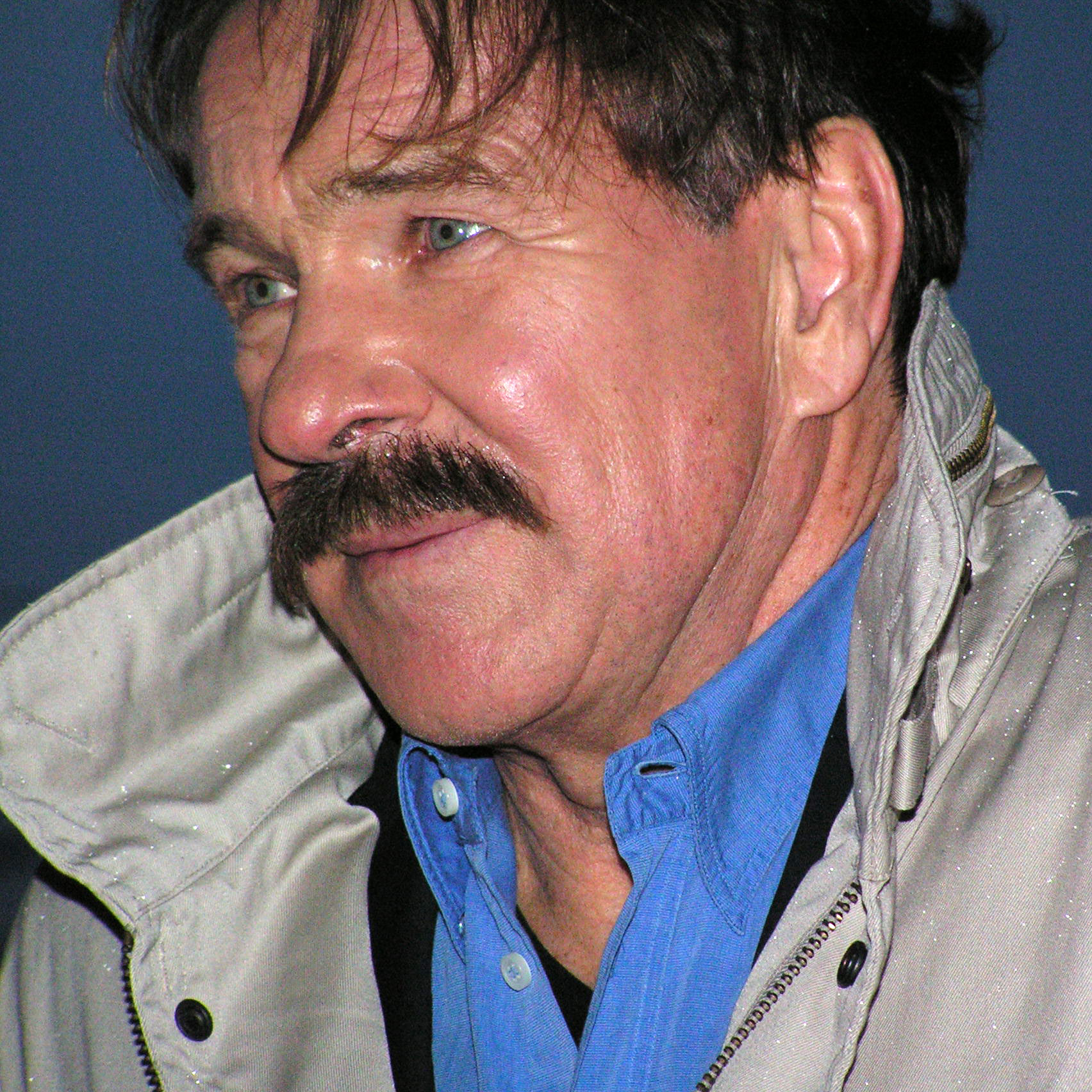
Götz George 2007-ben, mint Schimanski főfelügyelő

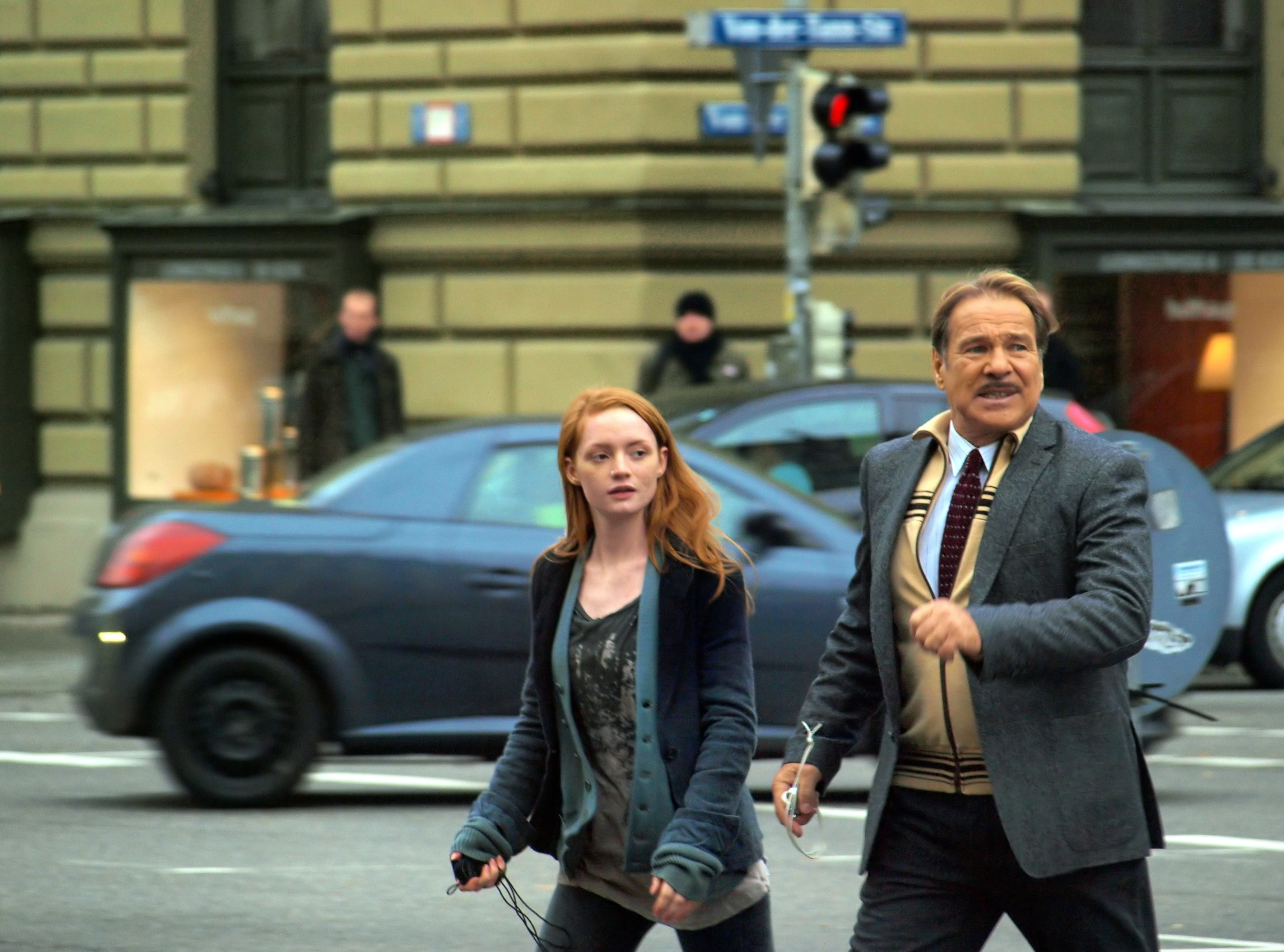
Janina Stopperrel a 2011-es Papa allein zu Haus tévéfilm forgatásán

Tizenkétéves korában, 1950-ben állt először színpadon, egy William Saroyan-darabban, a berlini Hebbel színházban. Első apró filmszerepét 1953-ban, tizenöt évesen kapta, Romy Schneider mellett játszott Hans Deppe rendező Wenn der weiße Flieder wieder blüht című romantikus drámájában. Édesanyjával együtt 1953-ban játszott Shakespeare III. Richárd-jában. Később, felnőttként is többször szerepelt ebben a darabban. 
1955–1958 között a berlini UFA filmgyár iskolájában tanult Else Bongers keze alatt. Az 1957-es Alter Kahn und junge Liebe című DEFA-filmben már főszerepet kapott. 1959-ben Wolfgang Liebeneiner rendező Jacqueline című zenés filmje meghozta számára az áttörést, mind a kritikusok, mind a közönség kedvence lett. Alakításáért (Gustav Bäumler szerepében) megkapta a Német Filmkritikusok Díját és a legjobb kezdő színésznek járó Német Filmdíjat. Anyja tanácsára 1958–1963 között Heinz Hilpert társulatához szegődött, a göttingeni Német Színházban, ahol kiváló színészi tapasztalatokat szerzett. Hilpert halála után szabadúszóként dolgozott színpadokon, turnékon és vendégszerepléseken.
Az 1960-as években Wolfgang Staudte rendező filmdrámáiban játszott, A búcsú-ban (1960) és az Asszonyok falujában (1964). A széles nézőközönség a Karl May-filmekből ismerte meg. Fred Engel farmerfiút játszotta Az Ezüst-tó kincsében (1962), és még abban az évben megkapta a legjobb kezdő színésznek járó Bambi-díjat. Személyének varázsát növelte, hogy kalandfilmjeiben saját kaszkadőr-jeleneteit ő maga játszotta el, még a Sie nannten ihn Gringo („A férfi, akit Gringónak neveztek”) című westernben is, ahol ő volt a főszereplő, Carson seriff.
Az 1970-es évektől kezdve színházi szerepekben és tévésorozatokban bizonyította sokszínű tehetségét. 1981-ben megteremtette Horst Schimanski rendőr-főfelügyelő karakterét a Tetthely című sorozatban, akit három évtizeden alakított, valósággal összenőtt a szereppel. Megjelent a ZDF televízió A felügyelő, a Derrick és az Az „Öreg” krimisorozatok számos epizódjában, sőt az NDK gyártmányú A rendőrség száma 110 krimisorozatban is (1971). Az 1990-es évek végétől a Schimanski visszatér sorozatban jött vissza.
1972-ben a kölni Schauspielhaus színházhoz szerződött, itt Luther Mártont alakította Dieter Forte Martin Luther und Thomas Münzer drámájában.  A mozivászonra csak 1977-ben tért vissza, Theodor Kotulla rendező Aus einem deutschen Leben című filmdrámájának főszereplőjeként. Fritz Lang figuráját Rudolf Hössnek, az auschwitzi koncentrációs tábor parancsnokának személyéről mintázták. 
1978-ban színpadon játszotta Tennessee Williams Tetovált rózsa c. darabjában játszott Sonja Ziemann mellett. 1981-ban a Salzburgi Ünnepi Játékokon Büchner Danton halála c. drámájában a címszereplőt, Georges Dantont alakította. 1986–1987-ban társrendezőként színre vitte Gogol A Revizor című színművét. 1989-ban a DEFA filmgyár adott neki szerepet A betörés (Der Bruch) című filmben, Rolf Hoppe és Otto Sander társaságában. 1990-ben Csehov Platonov-jában szerepelt egy utolsó színházi turnén.
Az 1990-es években fajsúlyos karakterszerepeket kapott több filmdrámában, 1995-ben félelmetes és kiismerhetetlen férfiakat alakított a H, a hannoveri gyilkos és az Az álommanó horrorfilmekben, de sikert aratott szélhámos fickóként is, az 1992-es Istók! című filmvígjátékban, mely a hamisított Hitler-naplók történetét dolgozta fel. A „H” főszerepéért megkapta a Velencei Filmfesztivál Coppa Volpi-díját és a Német Filmdíjat. 1999-ben a Mengele - Az igazság nyomában című történelmi drámában, igen erősen öregnek maszkírozva alakította Josef Mengele náci orvost, tömeggyilkost, háborús bűnöst. Egyik utolsó alakításában, 2013-ban saját édesapját, Heinrich George-ot formálta meg a George című tévédrámában, amely a diktatúrában működő művészek erkölcsi felelősségét vizsgálta.
Több szakmai kitüntetést kapott, megkapta a Német Filmdíj Arany Filmszalag díját, a Grimme-díjat, az Arany Kamera-díjat,  később életművéért a Német Színművészek Díját (Deutscher Schauspielerpreis). 2014-ben kitüntették a Német Szövetségi Köztársaság Nagy Érdemkeresztjével (Bundesverdienstkreuz).

### Magánélete

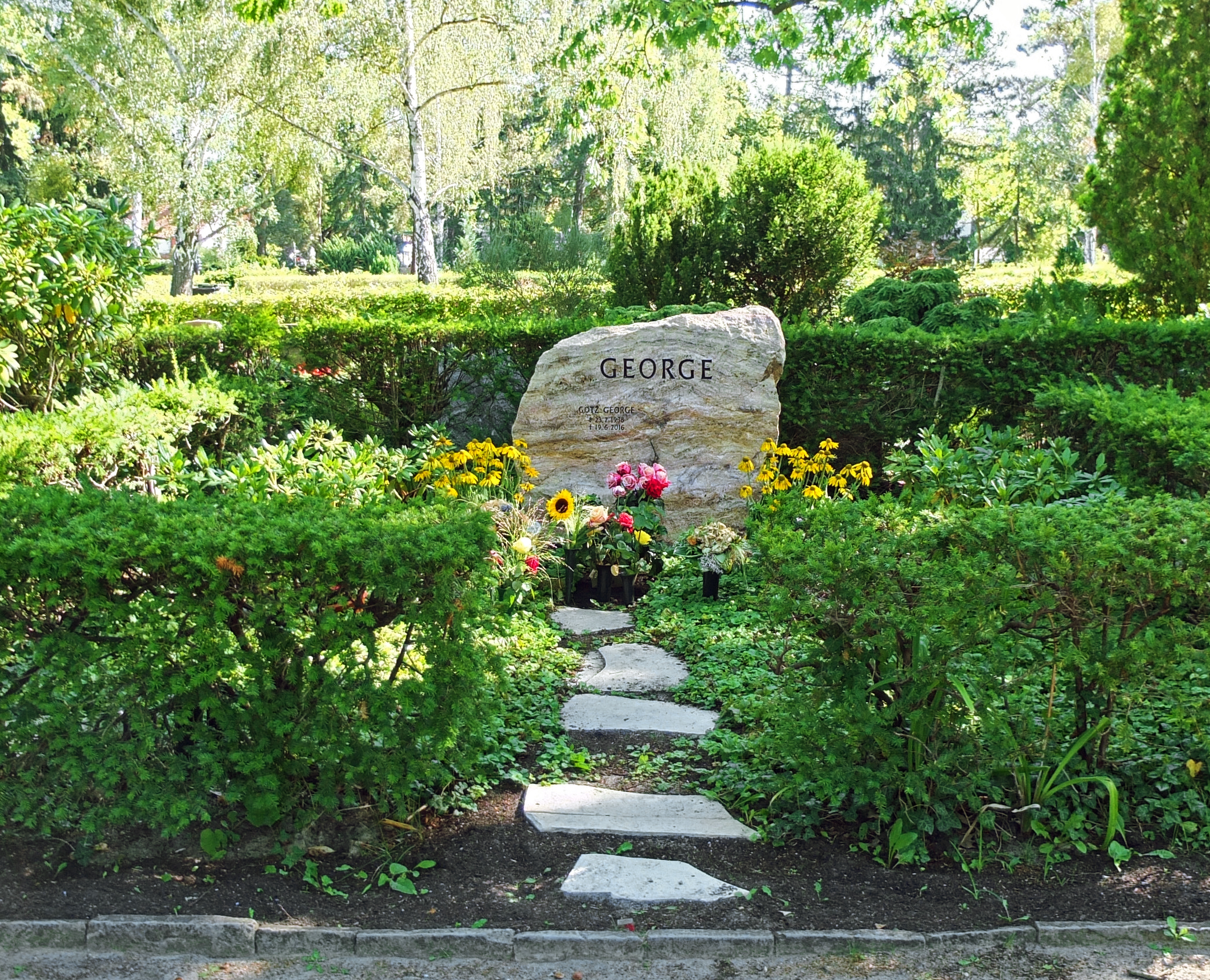
Sírhelye Berlinben, a zehlendorfi temetőben

1966–1976 között Loni von Friedl színésznővel élt házasságban, akivel 1962-ben, a Bambi-díjkiosztón ismerkedett meg. 1967-ben egy leányuk született, Tanja George, aki az 1990-es években rövidfilmeket rendezett.
1998 után Marika Ullrich hamburgi újságírónővel élt, akit 2014-ben feleségül is vett. Berlin Zehlendorf negyedében lakott, de Hamburg St. Georg negyedében is fenntartott egy lakást, odavalósi felesége kedvéért. Nyaralóháza volt Szardínia szigetén.
2016. június 19-én hunyt el Hamburgban, 77 éves korában. Szűk családi körben temették el Berlinben, a zehlendorfi temetőben, édesapja nyughelye mellett.

### Társadalmi tevékenysége
1986-tól haláláig tagja és támogatója volt a müncheni TSV 1860 sportegyesületnek. 
2010 után aktívan támogatta a Rákbetegeket Segítő Német Ligát (Deutsche Krebshilfe), és más, rák ellen küzdő szervezeteket. Segítette a német Fehér Gyűrű (Weisser Ring) közhasznú szervezet kampányait, melyek az erőszakos bűncselekmények megelőzéséére és az áldozatok segítésére irányultak.

## Főbb filmszerepei
- 1953: Wenn der weiße Flieder wieder blüht; Klaus
- 1959: Jacqueline; Gustav Bäumler
- 1960: A búcsú (Der Kirmes); Robert Mertens
- 1961: Der Teufel spielte Balalaika; Peter Joost
- 1961: A gyilkos játék (Mörderspiel); Hein Kersten
- 1962: A lány és az államügyész (Das Mädchen und der Staatsanwalt); Jochen Rehbert
- 1962: Az Ezüst-tó kincse (Der Schatz im Silbersee); Fred Engel
- 1964: Asszonyok faluja (Herrenpartie); Herbert Hackländer
- 1964: Wartezimmer zum Jenseits; Donald „Don” Micklem
- 1964: Keselyűk karmaiban (Unter Geiern); Martin Bauman Jr.
- 1965: Sie nannten ihn Gringo; Mace Carson
- 1965: Ferien mit Piroschka; Thomas Laurends
- 1966: Winnetou és a félvér Apanatschi (Winnetou und das Halbblut Apanatschi); Jeff Brown
- 1968: The Blood of Fu Manchu; Carl Jansen
- 1970: 11 óra 20 (11 Uhr 20), tévé-minisorozat; Müller
- 1971: Diamantendetektiv Dick Donald, tévésorozat; Dick Donald
- 1972: Der Illegale, tévé-minisorozat; Nikolai Grunwaldt / Kurt Blohm
- 1970–1973: A felügyelő (Der Komissar), tévésorozat; több szerepben
- 1976: Hungária kávéház, tévésorozat; „Parancsára, hadnagy úr!” epizód; báró Gustav Brandl hadnagy
- 1977: Aus einem deutschen Leben; Franz Lang
- 1978: Derrick, tévésorozat; Georg Lukas
- 1978–1979: Az „Öreg” (Der Alte), tévésorozat; több szerepben
- 1980: Les chevaux du soleil; tévésorozat; Victor
- 1981: Der König und sein Narr, tévéfilm; I. Frigyes Vilmos király
- 1981: Dantons Tod, tévésorozat; Georges Danton
- 1983: Die Knapp-Familie, tévé-minisorozat; Horst Schimanski
- 1984: Lefelé (Abwärts); Jörg
- 1985: Schimanski felügyelő – Fogat fogért (Zahn um Zahn); Horst Schimanski
- 1987: Schimanski kelepcében (Zabou); Horst Schimanski
- 1988: A macska (Die Katze); Probek
- 1989: A betörés (Der Bruch); Graf
- 1989: Kék szemű (Blauäugig); Johann Neudorf
- 1990: A rendőrség száma 110 (Polizeiruf 110), tévésorozat; Horst Schimanski
- 1971–1991: Tetthely (Tatort), tévésorozat; Horst Schimanski felügyelő
- 1992: Istók! (Schtonk!); Hermann Willié
- 1989–1993: Schulz és Schulz (Schulz & Schulz); tévésorozat; Walter Schulz / Wolfgang Schulz
- 1993–1994: Morlock, tévésorozat; Carl Morlock
- 1995: Az álommanó (Der Sandmann); tévéfilm; Henry Kupfer
- 1995: H, a hannoveri gyilkos (Der Totmacher); Fritz Haarmann
- 1995: A gazember (Das Schwein - Eine deutsche Karriere); tévésorozat; Stefan Stolze
- 1996: Tote sterben niemals aus, tévéfilm; Benno / Theobald
- 1996: Tűzkapu (Das Tor des Feuers); tévéfilm; Harry Kowa
- 1997: Rossini, avagy a gyilkos kérdés: ki kivel hált (Rossini); Uhu Zigeuner
- 1998: Bubi Scholz története (Die Bubi Scholz Story), tévéfilm; az idős Gustav „Bubi” Scholz
- 1998: Klarinétszóló (Solo für Klarinette); Bernhard „Bernie” Kominka
- 1999: Mengele - Az igazság nyomában (Nichts als die Wahrheit); Dr. Josef Mengele
- 2001: A reklám helye (Viktor Vogel – Commercial Man); Eddie Kaminsky
- 2001: A szerelem vakká tesz (Liebe. Macht. Blind.); tévéfilm, Alexander Stahlberg
- 2003: Alpenglühen, tévéfilm; Hannes Seeger
- 2005: Alpenglühen zwei – Liebe versetzt Berge, tévéfilm; Hannes Seeger
- 2005: Egyszer úgy, ahogy én akarom (Einmal so wie ich will), tévéfilm; John Schlesinger
- 2005: Ármány és szerelem (Kabale und Liebe), tévéfilm; Von Walter elnök
- 2006: Pusztító ár – Hamburg víz alatt ( Die Sturmflut); tévéfilm; Jens Urban
- 2006: Maria an Callas; Jost
- 2007: Die Katze, tévéfilm; Siegmar
- 2009: Mein Kampf; Schlomo Herzl
- 2011: Papa allein zu Haus, tévéfilm; Theo Winter
- 2012: Egy rendőrnő halála (Tod einer Polizistin); tévéfilm; Bruno Theweleit
- 1997–2013: Schimanski visszatér (Schimanski); tévésorozat, összes epizód; Horst Schimanski főfelügyelő

## Elismerései
- Bambi-díj
- Német Filmdíj
- Német Szövetségi Érdemkereszt

## További információ
- Götz George a PORT.hu-n (magyarul)
- Götz George az Internetes Szinkronadatbázisban (magyarul)
- Götz George az Internet Movie Database-ben (angolul)
- Götz George a Rotten Tomatoeson (angolul)
- Götz George. Filmkatalógus.hu (magyarul)
- Götz George az AlloCiné weboldalán (franciául)
- Götz George Profile (angol nyelven). famousfix.com